# František Hlavinka
František Hlavinka (9. října 1921 – 15. května 1986) byl český a československý politik Komunistické strany Československa a poúnorový poslanec Národního shromáždění ČSR.

## Biografie
František Hlavinka narozený v roce 1921 v Kelči byl český a československý agronom, pedagog, úředník a politik. Ve volbách roku 1954 byl zvolen poslancem do Národního shromáždění za KSČ ve volebním obvodu Nový Jičín. V parlamentu setrval až do konce funkčního období, tedy do voleb roku 1960. Po skončení poslaneckého mandátu pracoval jako vedoucí zaměstnanec krajského zemědělského odboru. V 60.  20. století letech vyučoval na Ostravské univerzitě. V době normalizace byl nucen tyto pozice opustit. V 80. letech působil jako učitel  a Střední technické a zemědělské škole v Novém Jičíně. Zemřel po dlouhé nemoci roce 1986 ve věku 64 let.[zdroj?]